# Княжицы (Могилёвский район)
Кня́жицы (бел. Княжыцы) — агрогородок в Могилёвском районе Могилёвской области Беларуси. Административный центр Княжицкого сельсовета.

## Географическое положение
Княжицы находятся у реки Лахва, на высоте 171 м над уровнем моря, близ шоссе Могилёв — Минск.

## История
В 1645 г. в Оршанском повете ВКЛ, в собственности у Юрия Головчинского, после смерти которого перешли его вдове Барбаре из Друцких-Соколинских, которая позднее вышла замуж за лидского хорунжего Яна Курча, в их совместном владении Княжицы упоминаются в 1654 г. В 1748 году упоминается синагога.

## Население
Численность постоянного населения деревни — 767 жителей; в том числе трудоспособное население — 431 человек, старше трудоспособного − 189 человек, моложе трудоспособного — 147 человек.
В 1785 году здесь жили — 452 человека, в 1861 году — 625 человек, в 1880 году — 506 человек.

## Инфраструктура
Расположены ГУО «Княжицкая средняя общеобразовательная школа», сельский Дом культуры, детская школа искусств и сельская библиотека, а также имеются участковая больница, амбулатория и филиал аптеки.

## Достопримечательности
Расположена Братская могила, являющаяся историко-культурной ценностью.
В Княжицах имеется памятник архитектуры — каменный доминиканский костёл 1681 года —  Историко-культурная ценность Республики Беларусь, . В 1865 году костёл св. Антония/св. Николая был преобразован в православную церковь Святого Александра Невского, действовавшую до 1965 года.

Костёл Святого Антония, фото
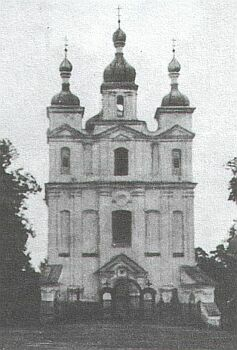
1913 год
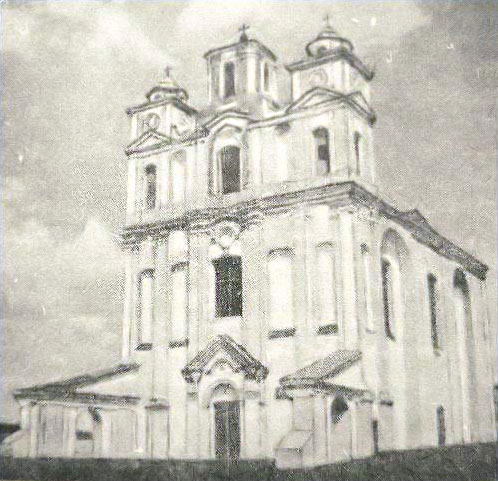
1930 год
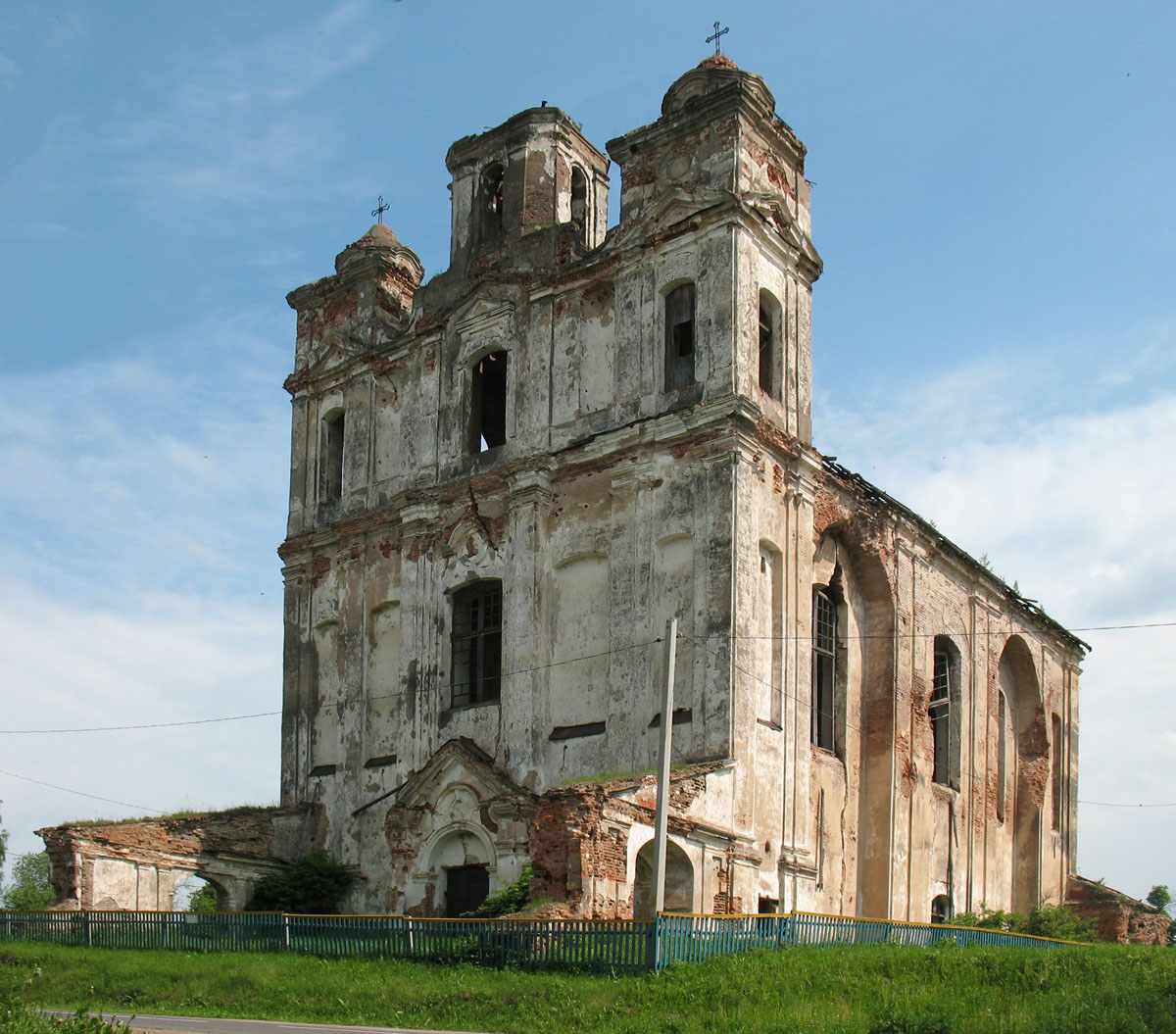
2010 год
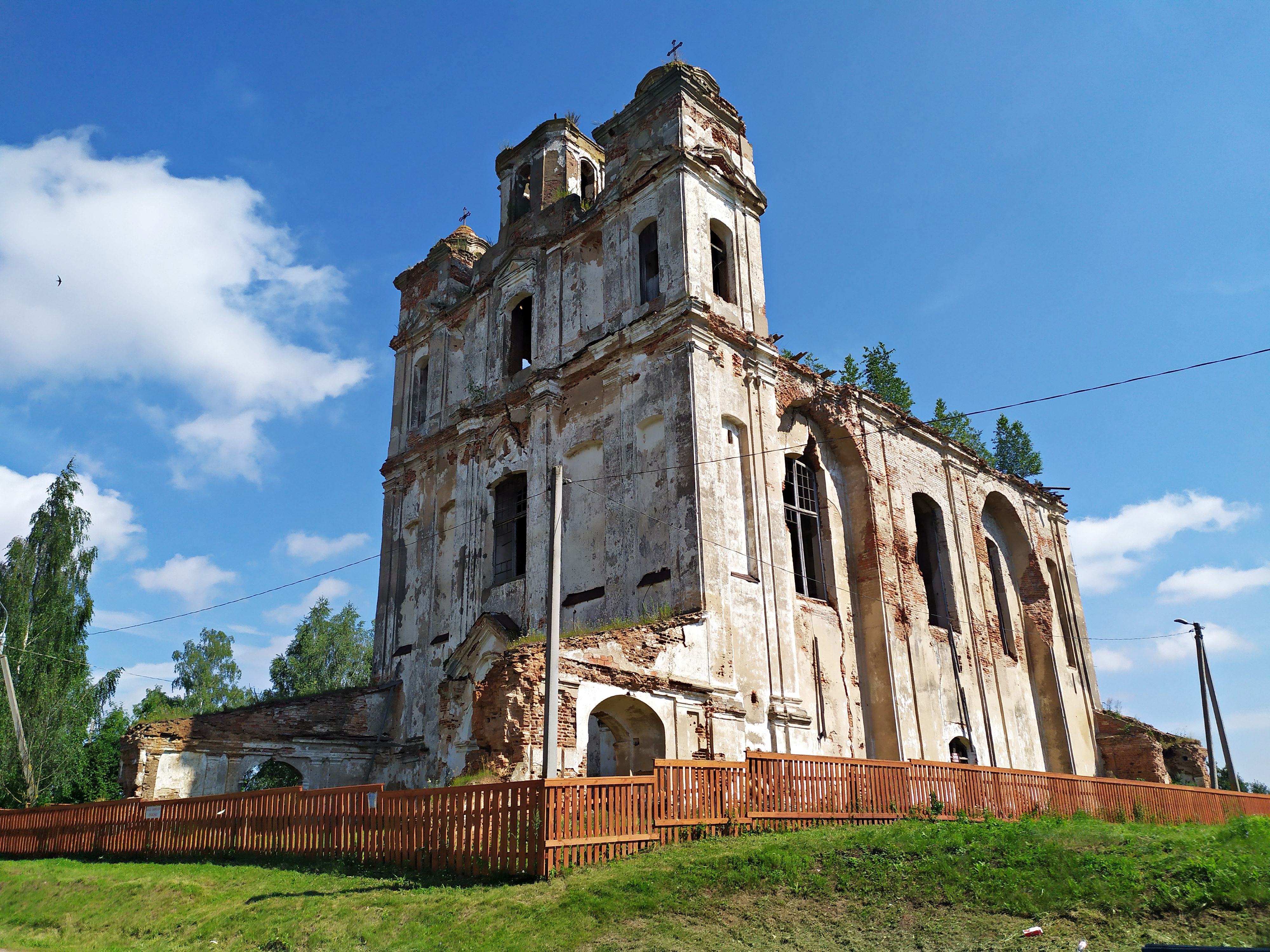
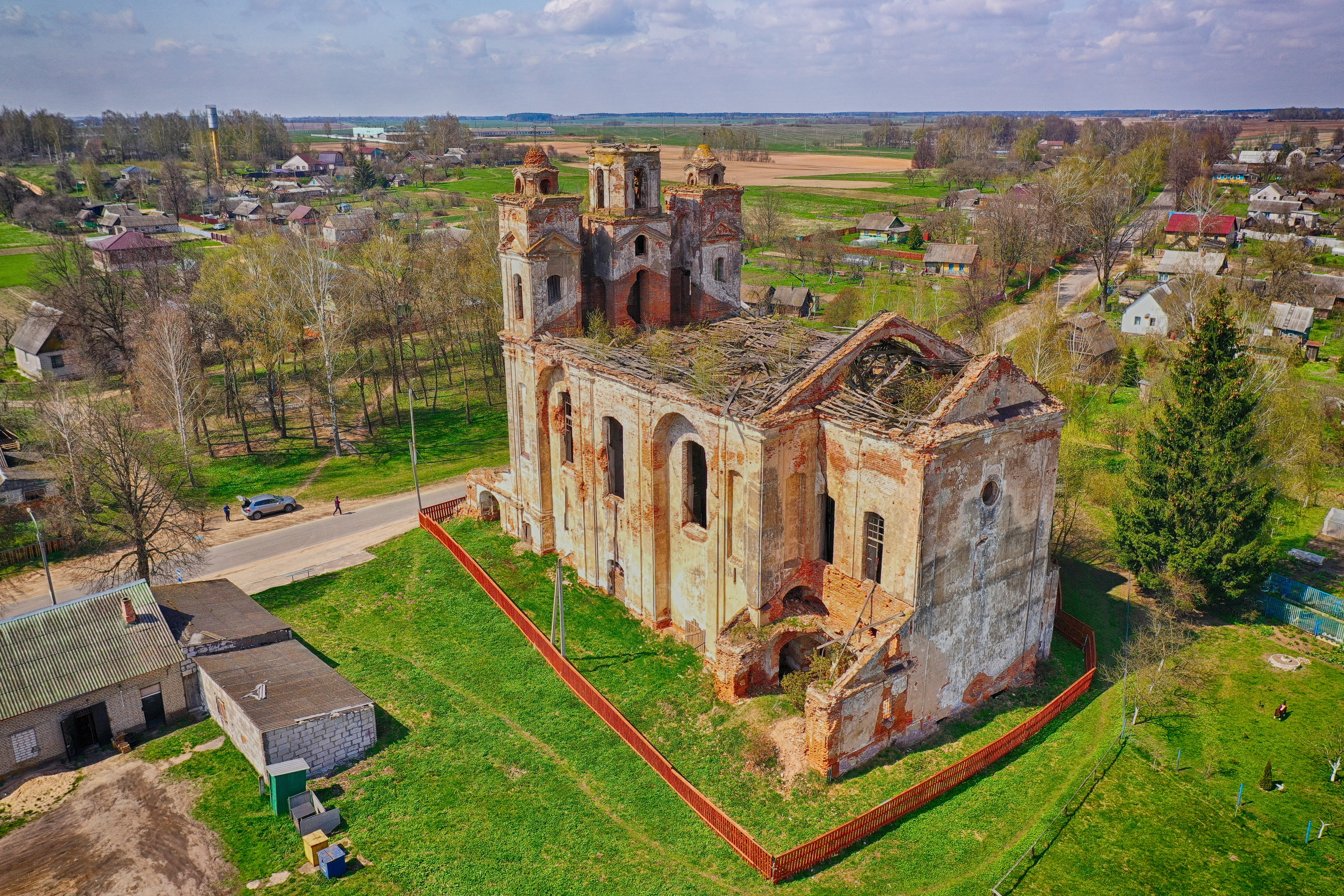
2021 год, вид сверху

## Персоналии
- Комаров, Владимир Семенович — советский химик, академик Академии Наук Белорусской ССР, уроженец деревни 1923 года[8][9].
- Маслеников, Павел Васильевич — художник, заслуженный деятель искусства БССР, народный художник Беларуси, провёл последние дни жизни в Княжицах, родиной художника была деревня Низкая Улица близ Княжиц[9].
- Матеушев, Василий Иванович — поэт, уроженец деревни 1915 года[9], работал секретарём Могилёвского областного отделения союза писателей БССР. Член союза писателей СССР с 1948 г[10].
- Бумажков, Тихон Пименович — Герой Советского Союза, выпускник 1930 года[11] Княжицкой школы рабочей молодёжи[4].
- Шульман, Иосиф Абрамович — белорусский режиссёр документальных, научно-популярных и видовых фильмов. Заслуженный деятель искусств Белорусской ССР, уроженец деревни 1912 года[9].
- Агрест Матес(т) Менделевич - математик, автор Теории Неполных Цилиндрических  Функций, автор Гипотезы о Палеоконтактах, уроженец деревни 1915 года.